# Augustibuller
Augustibuller var en årlig musikfestival i Lindesberg i Örebro län som hölls i augusti.
I mars 2018 släppte poddradion Nere på noll ett avsnitt om festivalen. Medarrangören sedan 1999 Marcus Israelsson gästade.

## Historik
Augustibuller arrangerades första gången 1996 som en gratisfestival som lockade hundratalet besökare och växte stadigt till ett besökarantal på över 7 000 (2006). 2001 började festivalen med inträde. Augustibuller har mer eller mindre blivit en institution i den svenska punk/alternativscenen och lockar mest besökare ur lite mer alternativa subkulturer. Festivalen har fram till och med 2006 ägt rum under de två första dagarna i den första helgen i augusti. Men från och med 2007 var det tänkt att festivalen ska hålla på i hela tre dagar. Som tidigare år skulle festivalen hållas till i Lindesbergs centrum, precis intill Lindessjön.
Initiativtagare till Augustibuller var den ideella musikföreningen Musik över Gränserna (M.ö.G.), som efter att ha besökt Hultsfredsfestivalen under några år bestämde sig för att skapa en festival i Lindesberg. Under det första året så arrangerade M.ö.G. festivalen själva, men 1997 och 98 samarrangerade men den tillsammans med Ungdomsföreningen LUFT och Kulturföreningen E.L.D. Från och mmed 1999 övertogs festivalen helt av Kulturföreningen E.L.D, som vid tiden även var medlem i riksorganisationen Kontaktnätet.
Inför 2008 års festival kom krav från socialförvaltningen att festivalen bör höja åldersgränsen från 15 till 18 år och från polisen att den bör höjas till 20 år. Detta har gjort att det spekuleras om att festivalen inte blir av, även på grund av att inte lika många besökare kom som man förväntade sig samt att en ny webbplats inte kom förrän i mars. På grund av minskat antal besökare har festivalen förlorat pengar men får låna pengar av Lindesbergs kommun, även om arrangörerna själva hoppades på ett större bidrag.
En artikel i Nerikes Allehanda februari 2008 skrivs det om polisens rapport angående Augustibuller 2007. I den beskrivs förhållandena på festivalen som en total förnedring. Dock har ingen jämförelse med andra festivaler gjorts i rapporten, anger artikelförfattaren. Det mesta av stöket sker på campingområdet, och på festivalområdet är det lugnt.
2008 års festival skulle ha ägt rum från den 31 juli till 2 augusti, men på grund av det låga antalet sålda biljetter så ändrades den till en endagsfestival. Eftersom missnöjet var för stort med endagsfestivalen valde ledningen att ställa in hela festivalen. I början av augusti 2008 står det på Augustibullers hemsida att Kulturföreningen E.L.D officiellt har gått i konkurs.

## Fakta/Statistik

### Individuella års festivaler
| Festival           | Besökare                       | Band | Pris   |
| ------------------ | ------------------------------ | ---- | ------ |
| Augustibuller 1996 | 100                            | 6    | Gratis |
| Augustibuller 1997 | 300                            | 12   | Gratis |
| Augustibuller 1998 | 600                            | 31   | Gratis |
| Augustibuller 1999 | 1 500                          | 38   | Gratis |
| Augustibuller 2000 | 2 000                          | 43   | Gratis |
| Augustibuller 2001 | 2 800                          | 40   | 100:-  |
| Augustibuller 2002 | 3 200                          | 32   | 150:-  |
| Augustibuller 2003 | 5 100                          | 58   | 235:-  |
| Augustibuller 2004 | 6 000                          | 52   | 300:-  |
| Augustibuller 2005 | 6 500                          | 51   | 400:-  |
| Augustibuller 2006 | 7 500                          | 49   | 400:-1 |
| Augustibuller 2007 | 5 500                          | 57   | 600:-  |
| Augustibuller 2008 | Inställt 1 000 biljetter sålda | (44) | 300:-2 |

1 Från den 1 juli 2006 kostade biljetter 500 kronor istället för 400 kronor.
2 Till den 14 juli kostade biljetterna 650:-. De som köpt biljetter får bjuda en vän.
Augustibuller hade gratis inträde för personer över 50 år samt barn under 12 år med målsmans sällskap.
Sedan 2006 har festivalen haft endagarsbiljetter för någon eller några av dagarna. 2008 kostade lördagsbiljetten 300 kronor.

### Scener
- Atlantis
- Bermuda (ny 2005)
- Havaji
- Olympos (pensionerad)

### Maratontabell
Denna lista innehåller dem som uppträtt fler än två gånger på Augustibuller.
| Antal | Deltagare             | År  | År  | År  | År  | År  | År  | År  | År  | År  | År  | År  | År  |
| Antal | Deltagare             | '96 | '97 | '98 | '99 | '00 | '01 | '02 | '03 | '04 | '05 | '06 | '07 |
| ----- | --------------------- | --- | --- | --- | --- | --- | --- | --- | --- | --- | --- | --- | --- |
| 7.    | Bombshell Rocks       |     |     | x   | x   | x   | x   | x   | x   |     |     | x   |     |
| 6.    | USCB Allstars         |     |     |     |     | x   | x   | x   | x   |     | x   |     | x   |
| 6.    | Ape Grape             |     | x   | x   | x   | x   |     | x   |     |     | x   |     |     |
| 4.    | Auburn                |     | x   | x   | x   | x   |     |     |     |     |     |     |     |
| 4.    | C.D.O.A.S.S.          |     |     |     | x x |     | x   | x   |     |     |     |     |     |
| 4.    | Charta 77             |     |     |     |     | x   | x   |     | x   |     |     |     | x   |
| 4.    | Nine                  |     |     |     |     |     |     | x   |     | x   | x   |     | x   |
| 4.    | Path of No Return     |     |     |     |     |     | x   | x   |     | x   | x   |     |     |
| 4.    | Voice of a Generation |     |     | x   |     | x   |     |     | x   | x   |     |     |     |
| 3.    | Canis Lupus           |     |     |     |     | x   | x   | x   |     |     |     |     |     |
| 3.    | Gulzot                |     | x   |     | x   |     |     |     |     |     |     |     | x   |
| 3.    | Kapten Kermit         |     |     |     |     | x   | x   |     | x   |     |     |     |     |
| 3.    | Last Days of April    |     |     | x   |     |     |     |     | x   |     |     |     | x   |
| 3.    | The Liptones          |     |     |     |     |     |     |     | x   |     | x   |     | x   |
| 3.    | Mimikry               |     |     |     |     | x   |     |     | x   |     |     | x   |     |
| 3.    | Misconduct            |     |     |     |     | x   |     | x   | x   |     |     |     |     |
| 3.    | Randy                 |     |     |     |     |     | x   |     | x   |     | x   |     |     |
| 3.    | Relentless            |     |     |     | x   | x   | x   |     |     |     |     |     |     |
| 3.    | Troublemakers         |     |     |     |     |     | x   | x   |     |     |     | x   |     |